# Hagau (Gemeinde Bad Leonfelden)
Hagau ist eine Streusiedlung in der Stadtgemeinde Bad Leonfelden im Mühlviertel in Oberösterreich.

## Geographie
Hagau liegt im Leonfeldner Hochland. Die Siedlung gehört zu den Ortschaften Oberstiftung und Unterstiftung, zur Katastralgemeinde Stiftung bei Leonfelden und zum Zählsprengel Bad Leonfelden-Umgebung. Sie befindet sich im Einzugsgebiet des Bachs von Hagau.

## Geschichte
Hagau wurde im Jahr 1499 urkundlich genannt.

## Kultur und Sehenswürdigkeiten
Durch Hagau verlaufen mehrere mittelschwere Radtour-Strecken: die 113,8 Kilometer lange Mühlviertler Hochland-Tour / Erwin’s Wadlbeißer-Tour, die 57,5 Kilometer lange Hoch-4-Runde und die 26 Kilometer lange Zwettler Runde. Außerdem führt die leichte, 16,5 Kilometer lange Radtour-Strecke Schenkenfelden-Runde durch die Siedlung.